# دوباره سینگهام
دوباره سینگهام (به انگلیسی: Singham Again) یک فیلم اکشن هندی محصول سال ۲۰۲۴ به نویسندگی و کارگردانی روهیت شتی است. در این فیلم اجی دیوگن در نقش اصلی، در کنار آکشی کومار، رانویر سینگ، تایگر شروف، کارینا کاپور خان، دیپیکا پادوکونه و آرجون کاپور ایفای نقش می‌کنند.
این فیلم در سپتامبر ۲۰۱۷ با عنوان کاری سینگهام ۳ معرفی شد و عنوان رسمی آن در دسامبر ۲۰۲۲ اعلام شد. تصویربرداری اصلی در سپتامبر ۲۰۲۳ آغاز شد و در سپتامبر ۲۰۲۴ به پایان رسید. فیلم در بمبئی، حیدرآباد، کشمیر و سری‌لانکا فیلمبرداری شده است. در ۱ نوامبر ۲۰۲۴ به صورت آی‌مکس منتشر شد و نظرات متفاوتی از سوی منتقدان دریافت کرد. این فیلم بیش از ۳۷۳ کرور روپیه (۴۵ میلیون دلار آمریکا) در سرتاسر جهان فروخت تا به عنوان دومین فیلم هندی پرفروش و پنجمین فیلم هندی پرفروش سال ۲۰۲۴ شناخته شود.

## خلاصه داستان
هنگامی که همسر سینگهام توسط فردی شرور به نام دنجر لانکا ربوده می‌شود، سینگهام و اعضای گروهش بار دیگر با هم متحد می‌شوند تا در یک مأموریت خطرناک او را نجات دهند، اما…

## بازخوردها
- در راتن تومیتوز بر اساس رای ۱۴ منتقد این فیلم دارای امتیاز ۵٫۴ از ۱۰ و ۳۶ درصد تائیدیه است.
- تا ۱۸ نوامبر ۲۰۲۴، این فیلم ۲۹۹٫۹۴ کرور در هند و ۷۳٫۱۹ کرور در سطح بین‌المللی فروش داشته است که مجموع فروش جهانی آن را به ۳۷۳٫۱۳ کرور روپیه می‌رساند.

## شبکه خانگی
حقوق پخش دیجیتالی فیلم توسط آمازون پرایم ویدئو به مبلغ ۱۳۰ کرور خریداری شد و انتظار می‌رود در نیمه اول ژانویه ۲۰۲۵ در آمازون پرایم منتشر شود.